# Graemsay
Graemsay es una isla perteneciente al grupo sur del archipiélago de las Órcadas, en Escocia. La isla alberga una población de unas 28 personas. En la isla habitan varias especies de aves, entre las que se pueden destacar el chorlitejo grande (Charadrius hiaticula), ostreros, archibebe común (Tringa totanus), y zarapitos.
- Datos: Q788269
- Multimedia: Graemsay / Q788269